# Troisième circonscription d'Indre-et-Loire
La troisième circonscription d'Indre-et-Loire est l'une des cinq circonscriptions législatives françaises que compte le département d'Indre-et-Loire (37) situé en région Centre-Val de Loire.

## Description géographique et démographique

### De 1958 à 1986
Le département avait quatre circonscriptions.
La troisième circonscription d'Indre-et-Loire était composée de :
- canton d'Amboise
- canton de Bléré
- canton du Grand-Pressigny
- canton de La Haye-Descartes
- canton de Ligueil
- canton de Loches
- canton de Montrésor
- canton de Preuilly-sur-Claise
- canton de Tours-Est (communes rurales sauf Saint-Avertin et Saint-Pierre-des-Corps)

Source : Journal Officiel du 14-15 Octobre 1958.

### Depuis 1988
La troisième circonscription d'Indre-et-Loire est délimitée par le découpage électoral de la loi n°86-1197 du 24 novembre 1986
, elle regroupe les divisions administratives suivantes : 
- canton de Chambray-lès-Tours
- canton de Descartes
- canton du Grand-Pressigny
- canton de Ligueil
- canton de Loches
- canton de Montbazon
- canton de Montrésor
- canton de Preuilly-sur-Claise
- canton de Saint-Avertin
- canton de Saint-Pierre-des-Corps

D'après le recensement général de la population en 1999, réalisé par l'Institut national de la statistique et des études économiques (INSEE), la population totale de cette circonscription est estimée à 119 566 habitants,.

## Historique des députations
| Législature | Début de mandat | Fin de mandat  | Député                 | Parti politique | Observations                                                                                              |
| ----------- | --------------- | -------------- | ---------------------- | --------------- | --- |
| IXe         | 23 juin 1988    | 1er avril 1993 | Christiane Mora,       | PS,             | |
| Xe          | 2 avril 1993    | 21 avril 1997  | Jean-Jacques Descamps, | UDF,            | Mandat écourté à la suite d'une dissolution parlementaire décidée par Jacques Chirac.                     |
| XIe         | 12 juin 1997    | 18 juin 2002   | Marisol Touraine,      | PS,             | |
| XIIe        | 19 juin 2002    | 19 juin 2007   | Jean-Jacques Descamps, | UMP,            | |
| XIIIe       | 20 juin 2007    | 19 juin 2012   | Marisol Touraine,      | PS,             | |
| XIVe        | 20 juin 2012    | 20 juin 2017   | Marisol Touraine,      | PS,             | Remplacée par Jean-Marie Beffara à partir du 22 juillet 2012 à la suite de sa nomination au gouvernement. |
| XVe         | 21 juin 2017    | 21 mars 2021   | Sophie Auconie,        | UDI-FED         | Démissionne pour des raisons de santé.                                                                    |
| XVe         | 7 juin 2021     | 21 juin 2022   | Sophie Métadier        | UDI             | Démissionne pour des raisons de santé.                                                                    |

## Historique des élections

### Élections de 1958
| Candidat       | Candidat                  | Parti          | Premier tour | Premier tour | Second tour | Second tour |  |
| Candidat       | Candidat                  | Parti          | Voix         | %            | Voix        | %           |  |
| -------------- | ------------------------- | -------------- | ------------ | ------------ | ----------- | ----------- |  |
|                | Gilbert Buron élu         | UNR            | 13 444       | 30,29        | 31 556      | 75          |  |
|                | Maurice Lemaigre-Dubreuil | CNIP           | 10 838       | 24,42        | Retrait     | Retrait     |  |
|                | Madeleine Boutard         | PCF            | 8 622        | 19,42        | 10 521      | 25          |  |
|                | Fernand Berthouin         | Radsoc         | 4 343        | 9,78         | Retrait     | Retrait     |  |
|                | Marc Deschamps            | SFIO           | 3 928        | 8,85         | Retrait     | Retrait     |  |
|                | Jean Diot                 | UFF            | 3 212        | 7,24         | Retrait     | Retrait     |  |
|                |                           |                |              |              |             |             |  |
| Inscrits       | Inscrits                  | Inscrits       | 58 616       | 100,00       | 58 609      | 100,00      |  |
| Abstentions    | Abstentions               | Abstentions    | 12 985       | 22,15        | 14 571      | 24,86       |  |
| Votants        | Votants                   | Votants        | 45 631       | 77,85        | 44 038      | 75,14       |  |
| Blancs et nuls | Blancs et nuls            | Blancs et nuls | 1 244        | 2,73         | 1 961       | 4,45        |  |
| Exprimés       | Exprimés                  | Exprimés       | 44 387       | 97,27        | 42 077      | 95,55       |  |

Le suppléant de Gilbert Buron était Maurice Talent.

### Élections de 1962
| Candidat       | Candidat              | Parti          | Premier tour | Premier tour | Second tour | Second tour |  |
| Candidat       | Candidat              | Parti          | Voix         | %            | Voix        | %           |  |
| -------------- | --------------------- | -------------- | ------------ | ------------ | ----------- | ----------- |  |
|                | Michel Debré          | UNR-UDT        | 15 588       | 41,56        | 20 712      | 46,67       |  |
|                | Fernand Berthouin élu | Radsoc         | 9 579        | 25,54        | 23 667      | 53,33       |  |
|                | Madeleine Boutard     | PCF            | 7 576        | 20,2         | Retrait     | Retrait     |  |
|                | Yves Le Garrec        | PSU            | 2 962        | 7,9          | Retrait     | Retrait     |  |
|                | Félix Corteggiani     | Extrême droite | 1 066        | 2,84         |             |             |  |
|                | Gabrielle Guimot      | Divers         | 735          | 1,96         |             |             |  |
|                |                       |                |              |              |             |             |  |
| Inscrits       | Inscrits              | Inscrits       | 58 412       | 100,00       | 58 399      | 100,00      |  |
| Abstentions    | Abstentions           | Abstentions    | 18 961       | 32,46        | 12 699      | 21,75       |  |
| Votants        | Votants               | Votants        | 39 451       | 67,54        | 45 700      | 78,25       |  |
| Blancs et nuls | Blancs et nuls        | Blancs et nuls | 1 945        | 4,93         | 1 321       | 2,89        |  |
| Exprimés       | Exprimés              | Exprimés       | 37 506       | 95,07        | 44 379      | 97,11       |  |

Le suppléant de Fernand Berthouin était le Docteur Jean-Jacques Certin, médecin à Genillé.

### Élections de 1967
| Candidat       | Candidat                        | Parti          | Premier tour | Premier tour | Second tour | Second tour |  |
| Candidat       | Candidat                        | Parti          | Voix         | %            | Voix        | %           |  |
| -------------- | ------------------------------- | -------------- | ------------ | ------------ | ----------- | ----------- |  |
|                | Fernand Berthouin sortant réélu | FGDS (Radical) | 17 552       | 37,89        | 26 290      | 56,66       |  |
|                | Gilbert Buron                   | UD-Ve          | 16 928       | 36,54        | 20 112      | 43,34       |  |
|                | Roland Godeau                   | PCF            | 7 482        | 16,15        | Retrait     | Retrait     |  |
|                | Daniel Malardé                  | CD (PDM)       | 4 359        | 9,41         |             |             |  |
|                |                                 |                |              |              |             |             |  |
| Inscrits       | Inscrits                        | Inscrits       | 58 323       | 100,00       | 58 318      | 100,00      |  |
| Abstentions    | Abstentions                     | Abstentions    | 10 561       | 18,11        | 10 684      | 18,32       |  |
| Votants        | Votants                         | Votants        | 47 762       | 81,89        | 47 634      | 81,68       |  |
| Blancs et nuls | Blancs et nuls                  | Blancs et nuls | 1 441        | 3,02         | 1 232       | 2,59        |  |
| Exprimés       | Exprimés                        | Exprimés       | 46 321       | 96,98        | 46 402      | 97,41       |  |

Le suppléant de Fernand Berthouin était André Chollet, commerçant, conseiller municipal d'Amboise.

### Élections de 1968
| Candidat       | Candidat                        | Parti          | Premier tour | Premier tour | Second tour | Second tour |  |
| Candidat       | Candidat                        | Parti          | Voix         | %            | Voix        | %           |  |
| -------------- | ------------------------------- | -------------- | ------------ | ------------ | ----------- | ----------- |  |
|                | Fernand Berthouin sortant réélu | FGDS (Radical) | 16 397       | 36,46        | 23 282      | 51,77       |  |
|                | Jean Castagnou                  | UDR (URP)      | 15 490       | 34,44        | 21 690      | 48,23       |  |
|                | Daniel Malardé                  | CD (PDM)       | 6 266        | 13,93        | Retrait     | Retrait     |  |
|                | Roland Godeau                   | PCF            | 5 721        | 12,72        |             |             |  |
|                | Raymond Plot                    | PSU            | 1 099        | 2,44         |             |             |  |
|                |                                 |                |              |              |             |             |  |
| Inscrits       | Inscrits                        | Inscrits       | 57 943       | 100,00       | 57 942      | 100,00      |  |
| Abstentions    | Abstentions                     | Abstentions    | 11 635       | 20,08        | 11 859      | 20,47       |  |
| Votants        | Votants                         | Votants        | 46 308       | 79,92        | 46 083      | 79,53       |  |
| Blancs et nuls | Blancs et nuls                  | Blancs et nuls | 1 335        | 2,88         | 1 111       | 2,41        |  |
| Exprimés       | Exprimés                        | Exprimés       | 44 973       | 97,12        | 44 972      | 97,59       |  |

Le suppléant de Fernand Berthouin était André Chollet.

### Élections de 1973
| Candidat       | Candidat                        | Parti          | Premier tour | Premier tour | Second tour | Second tour |  |
| Candidat       | Candidat                        | Parti          | Voix         | %            | Voix        | %           |  |
| -------------- | ------------------------------- | -------------- | ------------ | ------------ | ----------- | ----------- |  |
|                | Fernand Berthouin sortant réélu | MRG (UGSD)     | 16 602       | 34,33        | 25 775      | 51,86       |  |
|                | Marcel Fortier                  | UDR (URP)      | 15 231       | 31,5         | 23 930      | 48,14       |  |
|                | Georges Dauger                  | PCF            | 7 518        | 15,55        | Retrait     | Retrait     |  |
|                | Jean-Louis Simon                | Rad (MR)       | 4 340        | 8,97         |             |             |  |
|                | Octave Duterne                  | Divers droite  | 2 421        | 5,01         |             |             |  |
|                | Henri Perret                    | CNIP           | 1 181        | 2,44         |             |             |  |
|                | Francine Dessaigne              | Divers droite  | 1 066        | 2,2          |             |             |  |
|                |                                 |                |              |              |             |             |  |
| Inscrits       | Inscrits                        | Inscrits       | 60 611       | 100,00       | 60 602      | 100,00      |  |
| Abstentions    | Abstentions                     | Abstentions    | 10 606       | 17,5         | 9 611       | 15,86       |  |
| Votants        | Votants                         | Votants        | 50 005       | 82,5         | 50 991      | 84,14       |  |
| Blancs et nuls | Blancs et nuls                  | Blancs et nuls | 1 646        | 3,29         | 1 286       | 2,52        |  |
| Exprimés       | Exprimés                        | Exprimés       | 48 359       | 96,71        | 49 705      | 97,48       |  |

Le suppléant de Fernand Berthouin était André Chollet.

### Élections de 1978
| Candidat       | Candidat           | Parti                     | Premier tour | Premier tour | Second tour | Second tour |  |
| Candidat       | Candidat           | Parti                     | Voix         | %            | Voix        | %           |  |
| -------------- | ------------------ | ------------------------- | ------------ | ------------ | ----------- | ----------- |  |
|                | Jean Castagnou élu | RPR                       | 12 451       | 21,78        | 30 001      | 50,01       |  |
|                | Christiane Mora    | PS                        | 11 569       | 20,24        | 29 984      | 49,99       |  |
|                | Lucette Chapeau    | PCF                       | 8 534        | 14,93        |             |             |  |
|                | André Carrêté      | UDF (Rad)                 | 8 517        | 14,9         |             |             |  |
|                | André Chollet      | MRG                       | 6 305        | 11,03        |             |             |  |
|                | Gilbert Buron      | Divers droite (Gaulliste) | 5 353        | 9,36         |             |             |  |
|                | Jean-Louis Simon   | PSD                       | 2 782        | 4,87         |             |             |  |
|                | Gérald Henry       | LO                        | 1 251        | 2,19         |             |             |  |
|                | Henri Perret       | CNIP                      | 402          | 0,7          |             |             |  |
|                |                    |                           |              |              |             |             |  |
| Inscrits       | Inscrits           | Inscrits                  | 70 000       | 100,00       | 70 038      | 100,00      |  |
| Abstentions    | Abstentions        | Abstentions               | 10 921       | 15,6         | 8 699       | 12,42       |  |
| Votants        | Votants            | Votants                   | 59 079       | 84,4         | 61 339      | 87,58       |  |
| Blancs et nuls | Blancs et nuls     | Blancs et nuls            | 1 915        | 3,24         | 1 354       | 2,21        |  |
| Exprimés       | Exprimés           | Exprimés                  | 57 164       | 96,76        | 59 985      | 97,79       |  |

Le suppléant de Jean Castagnou était Hervé de Thoré, banquier, PR, maire de Mouzay, conseiller général du canton de Ligueil.

### Élections de 1981
| Candidat       | Candidat               | Parti          | Premier tour | Premier tour | Second tour | Second tour |  |
| Candidat       | Candidat               | Parti          | Voix         | %            | Voix        | %           |  |
| -------------- | ---------------------- | -------------- | ------------ | ------------ | ----------- | ----------- |  |
|                | Jean Castagnou sortant | RPR (UNM)      | 23 638       | 45,04        | 26 228      | 45,88       |  |
|                | Christiane Mora élue   | PS             | 22 273       | 42,44        | 30 935      | 54,12       |  |
|                | Lucette Chapeau        | PCF            | 5 458        | 10,40        |             |             |  |
|                | Pierre Canot           | MDD            | 1 111        | 2,12         |             |             |  |
|                |                        |                |              |              |             |             |  |
| Inscrits       | Inscrits               | Inscrits       | 72 218       | 100,00       | 72 213      | 100,00      |  |
| Abstentions    | Abstentions            | Abstentions    | 18 685       | 25,87        | 14 132      | 19,57       |  |
| Votants        | Votants                | Votants        | 53 533       | 74,13        | 58 081      | 80,43       |  |
| Blancs et nuls | Blancs et nuls         | Blancs et nuls | 1 053        | 1,97         | 918         | 1,58        |  |
| Exprimés       | Exprimés               | Exprimés       | 52 480       | 98,03        | 57 163      | 98,42       |  |

Le suppléant de Christiane Mora était Yves Maveyraud, conseiller général du canton de Preuilly-sur-Claise.

### Élections de 1988
| Candidat       | Candidat                        | Parti          | Premier tour | Premier tour | Second tour | Second tour |  |
| Candidat       | Candidat                        | Parti          | Voix         | %            | Voix        | %           |  |
| -------------- | ------------------------------- | -------------- | ------------ | ------------ | ----------- | ----------- |  |
|                | James Bordas                    | UDF (PR) (URC) | 19 998       | 37,64        | 26 996      | 46,93       |  |
|                | Christiane Mora sortante réélue | PS             | 13 793       | 25,96        | 30 527      | 53,07       |  |
|                | Yves Maveyraud                  | diss. PS       | 9 304        | 17,51        |             |             |  |
|                | Marie-France Beaufils           | PCF            | 6 009        | 11,31        |             |             |  |
|                | Monique Guillemot               | FN             | 4 028        | 7,58         |             |             |  |
|                |                                 |                |              |              |             |             |  |
| Inscrits       | Inscrits                        | Inscrits       | 81 647       | 100,00       | 81 633      | 100,00      |  |
| Abstentions    | Abstentions                     | Abstentions    | 27 284       | 33,42        | 22 587      | 27,67       |  |
| Votants        | Votants                         | Votants        | 54 363       | 66,58        | 59 046      | 72,33       |  |
| Blancs et nuls | Blancs et nuls                  | Blancs et nuls | 1 231        | 2,26         | 1 523       | 2,58        |  |
| Exprimés       | Exprimés                        | Exprimés       | 53 132       | 97,74        | 57 523      | 97,42       |  |

Le suppléant de Christiane Mora était Henri Boussiquet, menuisier-ébéniste, syndicaliste, de Saint-Pierre-des-Corps.

### Élections de 1993
| Candidat       | Candidat                  | Parti                | Premier tour | Premier tour | Second tour | Second tour |  |
| Candidat       | Candidat                  | Parti                | Voix         | %            | Voix        | %           |  |
| -------------- | ------------------------- | -------------------- | ------------ | ------------ | ----------- | ----------- |  |
|                | Jean-France Baeskens      | RPR                  | 10 593       | 19,47        | 16 813      | 43,9        |  |
|                | Jean-Jacques Descamps élu | UDF (PR)             | 9 489        | 17,44        | 21 485      | 56,1        |  |
|                | Éric Ghebali              | Divers gauche (ADFP) | 8 844        | 16,26        |             |             |  |
|                | Marie-France Beaufils     | PCF                  | 5 661        | 10,4         |             |             |  |
|                | René Magnier              | FN                   | 5 354        | 9,84         |             |             |  |
|                | Joseph Poli               | GÉ (EÉ)              | 5 137        | 9,44         |             |             |  |
|                | Dominique Laval           | diss. UDF            | 2 518        | 4,63         |             |             |  |
|                | Michel Deguet             | LO                   | 1 884        | 3,46         |             |             |  |
|                | Jean Castagnou            | CNIP                 | 1 739        | 3,2          |             |             |  |
|                | Claude Castel             | LT-LNÉ               | 1 615        | 2,97         |             |             |  |
|                | Jean-Jacques Rastoll      | Divers écologiste    | 852          | 1,57         |             |             |  |
|                | Alain Montoussé           | Divers droite        | 721          | 1,33         |             |             |  |
|                |                           |                      |              |              |             |             |  |
| Inscrits       | Inscrits                  | Inscrits             | 83 653       | 100,00       | 83 646      | 100,00      |  |
| Abstentions    | Abstentions               | Abstentions          | 24 653       | 29,47        | 31 839      | 38,06       |  |
| Votants        | Votants                   | Votants              | 59 000       | 70,53        | 51 807      | 61,94       |  |
| Blancs et nuls | Blancs et nuls            | Blancs et nuls       | 4 593        | 7,78         | 13 509      | 26,08       |  |
| Exprimés       | Exprimés                  | Exprimés             | 54 407       | 92,22        | 38 298      | 73,92       |  |

Le suppléant de Jean-Jacques Descamps était Régis Ramage, SE, conseiller général du canton de Montbazon, directeur de mutuelle. Régis Ramage est décédé en 1995.

### Élections de 1997
| Candidat       | Candidat                      | Parti             | Premier tour | Premier tour | Second tour | Second tour |  |
| Candidat       | Candidat                      | Parti             | Voix         | %            | Voix        | %           |  |
| -------------- | ----------------------------- | ----------------- | ------------ | ------------ | ----------- | ----------- |  |
|                | Jean-Jacques Descamps sortant | UDF (PPDF)        | 17 450       | 31,43        | 27 686      | 46,51       |  |
|                | Marisol Touraine élue         | PS                | 16 226       | 29,23        | 31 835      | 53,49       |  |
|                | Marie-France Beaufils         | PCF               | 6 560        | 11,82        |             |             |  |
|                | Olivier Chalmel               | FN                | 6 485        | 11,68        |             |             |  |
|                | Gérard Kerisit                | LDI (MPF)         | 2 308        | 4,16         |             |             |  |
|                | Mickaël Klun                  | GÉ                | 1 781        | 3,21         |             |             |  |
|                | Michel Deguet                 | LO                | 1 701        | 3,06         |             |             |  |
|                | Joël Thalineau                | Divers écologiste | 1 374        | 2,47         |             |             |  |
|                | Jean-Louis Pierre             | MDC               | 1 061        | 1,91         |             |             |  |
|                | Serge Kuchmann                | PT                | 570          | 1,03         |             |             |  |
|                |                               |                   |              |              |             |             |  |
| Inscrits       | Inscrits                      | Inscrits          | 84 251       | 100,00       | 84 204      | 100,00      |  |
| Abstentions    | Abstentions                   | Abstentions       | 25 160       | 29,86        | 21 424      | 25,44       |  |
| Votants        | Votants                       | Votants           | 59 091       | 70,14        | 62 780      | 74,56       |  |
| Blancs et nuls | Blancs et nuls                | Blancs et nuls    | 3 575        | 6,05         | 3 259       | 5,19        |  |
| Exprimés       | Exprimés                      | Exprimés          | 55 516       | 93,95        | 59 521      | 94,81       |  |

Le suppléant de Marisol Touraine était Yves Maveyraud, conseiller régional, conseiller général du canton de Preuilly-sur-Claise, maire de Preuilly-sur-Claise.

### Élections de 2002
| Candidat       | Candidat                  | Parti            | Premier tour | Premier tour | Second tour | Second tour |  |
| Candidat       | Candidat                  | Parti            | Voix         | %            | Voix        | %           |  |
| -------------- | ------------------------- | ---------------- | ------------ | ------------ | ----------- | ----------- |  |
|                | Jean-Jacques Descamps élu | UMP              | 21 407       | 36,79        | 28 586      | 51,68       |  |
|                | Marisol Touraine sortante | PS               | 19 478       | 33,47        | 26 724      | 48,32       |  |
|                | Elisabeth Touzot          | FN               | 5 055        | 8,69         |             |             |  |
|                | Michel Turco              | Divers droite    | 3 894        | 6,69         |             |             |  |
|                | Michèle Launay            | PCF              | 1 984        | 3,41         |             |             |  |
|                | Bernadette Moulin         | Les Verts        | 1 732        | 2,98         |             |             |  |
|                | Jean-Paul Delhommais      | CPNT             | 1 051        | 1,81         |             |             |  |
|                | Patrick Bourbon           | LCR              | 831          | 1,43         |             |             |  |
|                | Michel Deguet             | LO               | 725          | 1,25         |             |             |  |
|                | Marie-Line Moroy          | Pôle républicain | 538          | 0,92         |             |             |  |
|                | Alain Coutrot             | Divers           | 461          | 0,79         |             |             |  |
|                | Jean-Louis Burggraf       | MPF              | 383          | 0,66         |             |             |  |
|                | Émile Paccard             | MNR              | 371          | 0,64         |             |             |  |
|                | Anne Diesnis              | ND               | 184          | 0,32         |             |             |  |
|                | Cédric Leclercq           | Divers           | 94           | 0,16         |             |             |  |
|                |                           |                  |              |              |             |             |  |
| Inscrits       | Inscrits                  | Inscrits         | 87 822       | 100,00       | 87 871      | 100,00      |  |
| Abstentions    | Abstentions               | Abstentions      | 28 417       | 32,36        | 30 759      | 35          |  |
| Votants        | Votants                   | Votants          | 59 405       | 67,64        | 57 112      | 65          |  |
| Blancs et nuls | Blancs et nuls            | Blancs et nuls   | 1 217        | 2,05         | 1 802       | 3,16        |  |
| Exprimés       | Exprimés                  | Exprimés         | 58 188       | 97,95        | 55 310      | 96,84       |  |

Le suppléant de Jean-Jacques Descamps était Guillaume Deroubaix, cadre supérieur, de Saint-Pierre-des-Corps.

### Élections de 2007
| Candidat       | Candidat                      | Parti          | Premier tour | Premier tour | Second tour | Second tour |  |
| Candidat       | Candidat                      | Parti          | Voix         | %            | Voix        | %           |  |
| -------------- | ----------------------------- | -------------- | ------------ | ------------ | ----------- | ----------- |  |
|                | Jean-Jacques Descamps sortant | UMP            | 24 769       | 42,49        | 28 463      | 49,78       |  |
|                | Marisol Touraine élue         | PS             | 17 526       | 30,06        | 28 714      | 50,22       |  |
|                | Marie-France Beaufils         | PCF            | 4 362        | 7,48         |             |             |  |
|                | Elisabeth Lemaure             | UDF–MoDem      | 3 646        | 6,25         |             |             |  |
|                | Jean Verdon                   | FN             | 2 360        | 4,05         |             |             |  |
|                | Caroline Deforge              | Les Verts      | 1 590        | 2,73         |             |             |  |
|                | Roland Blanchon               | LCR            | 1 093        | 1,87         |             |             |  |
|                | Christophe Heurtin            | CPNT           | 852          | 1,46         |             |             |  |
|                | Marguerite Olphe-Galliard     | MPF            | 626          | 1,07         |             |             |  |
|                | Annick Coutant                | Divers         | 558          | 0,96         |             |             |  |
|                | Michel Deguet                 | LO             | 538          | 0,92         |             |             |  |
|                | Évelyne Vignon                | MNR            | 247          | 0,42         |             |             |  |
|                | Koffi Ghyamphy                | MRC            | 129          | 0,22         |             |             |  |
|                |                               |                |              |              |             |             |  |
| Inscrits       | Inscrits                      | Inscrits       | 92 487       | 100,00       | 92 488      | 100,00      |  |
| Abstentions    | Abstentions                   | Abstentions    | 33 129       | 35,82        | 33 534      | 36,26       |  |
| Votants        | Votants                       | Votants        | 59 358       | 64,18        | 58 954      | 63,74       |  |
| Blancs et nuls | Blancs et nuls                | Blancs et nuls | 1 062        | 1,79         | 1 777       | 3,01        |  |
| Exprimés       | Exprimés                      | Exprimés       | 58 296       | 98,21        | 57 177      | 96,99       |  |

### Élections de 2012
| Candidat       | Candidat                         | Parti                    | Premier tour | Premier tour | Second tour | Second tour |  |
| Candidat       | Candidat                         | Parti                    | Voix         | %            | Voix        | %           |  |
| -------------- | -------------------------------- | ------------------------ | ------------ | ------------ | ----------- | ----------- |  |
|                | Marisol Touraine sortante réélue | PS                       | 25 830       | 44,76        | 33 147      | 60,21       |  |
|                | Jacques Barbier                  | UMP                      | 13 632       | 23,62        | 21 905      | 39,79       |  |
|                | Catherine Costa                  | RBM (FN)                 | 6 825        | 11,83        |             |             |  |
|                | Gérard Hénault                   | NC (AC)                  | 4 477        | 7,76         |             |             |  |
|                | Martine Belnoue                  | FG (PCF) (Divers gauche) | 3 064        | 5,31         |             |             |  |
|                | Mathilde Gralepois               | EÉLV                     | 1 208        | 2,09         |             |             |  |
|                | Pascale Tremblay                 | CpF (MoDem)              | 945          | 1,64         |             |             |  |
|                | Marie-Pierre Hage                | AÉI                      | 383          | 0,66         |             |             |  |
|                | Jeannine Le Du                   | DLR                      | 338          | 0,59         |             |             |  |
|                | Caroline Desbois                 | UPF                      | 281          | 0,49         |             |             |  |
|                | Patrick Bourbon                  | NPA                      | 257          | 0,45         |             |             |  |
|                | Thomas Jouhannaud                | LO                       | 182          | 0,32         |             |             |  |
|                | Claire Delore                    | POI                      | 166          | 0,29         |             |             |  |
|                | Robert de Prévoisin              | AR                       | 119          | 0,21         |             |             |  |
|                |                                  |                          |              |              |             |             |  |
| Inscrits       | Inscrits                         | Inscrits                 | 94 510       | 100,00       | 94 506      | 100,00      |  |
| Abstentions    | Abstentions                      | Abstentions              | 35 956       | 38,04        | 37 452      | 39,63       |  |
| Votants        | Votants                          | Votants                  | 58 554       | 61,96        | 57 054      | 60,37       |  |
| Blancs et nuls | Blancs et nuls                   | Blancs et nuls           | 847          | 1,45         | 2 002       | 3,51        |  |
| Exprimés       | Exprimés                         | Exprimés                 | 57 707       | 98,55        | 55 052      | 96,49       |  |

### Élections de 2017
|                                                                                |                                                                        |                           |                           |                          |                          |
|                                                                                |                                                                        | Premier tour 11 juin 2017 | Premier tour 11 juin 2017 | Second tour 18 juin 2017 | Second tour 18 juin 2017 |
|                                                                                |                                                                        |                           |                           |                          |                          |
|                                                                                |                                                                        | Nombre                    | % des inscrits            | Nombre                   | % des inscrits           |
| Inscrits                                                                       | Inscrits                                                               | 97 490                    | 100,00                    | 97 495                   | 100,00                   |
| Abstentions                                                                    | Abstentions                                                            | 47 371                    | 48,59                     | 53 013                   | 54,38                    |
| Votants                                                                        | Votants                                                                | 50 119                    | 51,41                     | 44 482                   | 45,62                    |
|                                                                                |                                                                        |                           | % des votants             |                          | % des votants            |
| Bulletins blancs                                                               | Bulletins blancs                                                       | 1 275                     | 2,54                      | 3 780                    | 8,50                     |
| Bulletins nuls                                                                 | Bulletins nuls                                                         | 523                       | 1,04                      | 1 486                    | 3,34                     |
| Suffrages exprimés                                                             | Suffrages exprimés                                                     | 48 321                    | 96,41                     | 39 216                   | 88,16                    |
|                                                                                |                                                                        |                           |                           |                          |                          |
| Candidat Étiquette politique (partis et alliances)                             | Candidat Étiquette politique (partis et alliances)                     | Voix                      | % des exprimés            | Voix                     | % des exprimés           |
|                                                                                |                                                                        |                           |                           |                          |                          |
|                                                                                | Marisol Touraine Majorité présidentielle (Parti socialiste)            | 13 792                    | 28,54                     | 17 022                   | 43,41                    |
|                                                                                | Sophie Auconie Union des démocrates et indépendants (Les Républicains) | 9 675                     | 20,02                     | 22 194                   | 56,59                    |
|                                                                                | Sylvie Adolphe La France insoumise                                     | 6 621                     | 13,70                     |                          |                          |
|                                                                                | Marc Angenault Les Républicains diss.                                  | 5 224                     | 10,81                     |                          |                          |
|                                                                                | Éva Kukulski Front national                                            | 3 680                     | 7,62                      |                          |                          |
|                                                                                | Marie-Agnès Peltier Europe Écologie Les Verts                          | 3 191                     | 6,60                      |                          |                          |
|                                                                                | François-Xavier Decrop Debout la France                                | 1 933                     | 4,00                      |                          |                          |
|                                                                                | Ronan Lebert Parti communiste français                                 | 1 595                     | 3,30                      |                          |                          |
|                                                                                | Marie-Pierre Hage Alliance écologiste indépendante                     | 884                       | 1,83                      |                          |                          |
|                                                                                | Claire Delore Parti ouvrier indépendant démocratique                   | 610                       | 1,26                      |                          |                          |
|                                                                                | Thomas Jouhannaud Lutte ouvrière                                       | 455                       | 0,94                      |                          |                          |
|                                                                                | Philippe Rubel Union populaire républicaine                            | 449                       | 0,93                      |                          |                          |
|                                                                                | Robert de Prévoisin Alliance royale                                    | 212                       | 0,44                      |                          |                          |
| Source : Ministère de l'Intérieur - Troisième circonscription d'Indre-et-Loire |                                                                        |                           |                           |                          |                          |

### Élections partielles de 2021
À la suite de la démission de Sophie Auconie de son poste de députée pour des raisons de santé, une élection législative partielle a lieu les 30 mai et 6 juin 2021. Elle est marquée par une abstention record, supérieure à 80 %d.
| Candidat                 | Candidat                 | Parti                    | Premier tour | Premier tour | Premier tour | Second tour | Second tour | Second tour |  |
| Candidat                 | Candidat                 | Parti                    | Voix         | %            | +/-          | Voix        | %           | +/-         |  |
| ------------------------ | ------------------------ | ------------------------ | ------------ | ------------ | ------------ | ----------- | ----------- | ----------- |  |
|                          | Sophie Métadier          | UDI (LR - LREM)          | 7 744        | 45,02        | 25,00        | 10 503      | 62,93       | 6,34        |  |
|                          | Murielle Riolet          | PS (PCF)                 | 3 462        | 20,12        | 8,42         | 6 188       | 37,07       | 6,34        |  |
|                          | Jean-Guy Protin          | RN                       | 3 207        | 18,64        | 11,02        |             |             |             |  |
|                          | Zélie Geneix             | EELV                     | 2 790        | 16,22        | 9,62         |             |             |             |  |
|                          |                          |                          |              |              |              |             |             |             |  |
| Suffrages exprimés       | Suffrages exprimés       | Suffrages exprimés       | 17 203       | 96,30        |              | 16 691      | 93,45       |             |  |
| Votes blancs             | Votes blancs             | Votes blancs             | 418          | 2,34         |              |             |             |             |  |
| Votes nuls               | Votes nuls               | Votes nuls               | 243          | 1,36         |              |             |             |             |  |
| Total                    | Total                    | Total                    | 17 864       | 100          | -            | 17 860      | 100         | -           |  |
| Abstentions              | Abstentions              | Abstentions              | 79 381       | 81,63        |              | 79 931      | 81,75       |             |  |
| Inscrits / participation | Inscrits / participation | Inscrits / participation | 97 245       | 18,37        | 97 791       | 18,25       |             |             |  |

### Élections de 2022
| Résultats des élections législatives des 12 et 19 juin 2022 de la 3e circonscription d'Indre-et-Loire |                          |                          |              |              |             |             |
| Candidat                                                                                              | Candidat                 | Parti et coalition       | Premier tour | Premier tour | Second tour | Second tour |
| Candidat                                                                                              | Candidat                 | Parti et coalition       | Voix         | %            | Voix        | %           |
| | Henri Alfandari          | Horizons (ENS)           | 12 686       | 25,26        | 25 792      | 57,16       |
| | Roxane Sirven            | LFI (NUPES)              | 12 127       | 24,15        | 19 327      | 42,84       |
| | Sophie Métadier          | UDI (UDC)                | 10 448       | 20,81        |             |             |
| | Irène Protin             | RN                       | 9 836        | 19,59        |             |             |
| | Maria Loire              | EAC                      | 1 810        | 3,60         |             |             |
| | Sylvie Patte             | REC                      | 1 392        | 2,77         |             |             |
| | Naïma Schultz            | GF (UPF)                 | 626          | 1,25         |             |             |
| | Christophe Legendre      | LO                       | 572          | 1,14         |             |             |
| | Claire Delore            | POID                     | 477          | 0,95         |             |             |
| | Morgane Lechevalier      | PP                       | 239          | 0,48         |             |             |
| Votes valides                                                                                         | Votes valides            | Votes valides            | 50 213       | 97,73        | 45 119      | 91.53       |
| Votes blancs                                                                                          | Votes blancs             | Votes blancs             | 854          | 1,66         | 2900        | 5.88        |
| Votes nuls                                                                                            | Votes nuls               | Votes nuls               | 310          | 0,60         | 1277        | 2.59        |
| Total                                                                                                 | Total                    | Total                    | 51 377       | 100          | 49 296      | 100         |
| Abstention                                                                                            | Abstention               | Abstention               | 48 032       | 48,32        | 50 106      | 50.41       |
| Inscrits / participation                                                                              | Inscrits / participation | Inscrits / participation | 99 409       | 51,68        | 99 402      | 49.59       |

### Élections de 2024
| Candidat                 | Candidat                 | Parti et coalition       | Nuance                   | Premier tour | Premier tour | Second tour | Second tour |
| Candidat                 | Candidat                 | Parti et coalition       | Nuance                   | Voix         | %            | Voix        | %           |
| ------------------------ | ------------------------ | ------------------------ | ------------------------ | ------------ | ------------ | ----------- | ----------- |
|                          | Henri Alfandari réélu    | HOR (ENS)                | ENS                      | 22 174       | 32,87        | 41 028      | 62,24       |
|                          | Jules Robin              | RAD (RN)                 | UXD                      | 21 724       | 32,21        | 24 896      | 37,76       |
|                          | Sandra Barbier           | LFI (NFP)                | UG                       | 17 240       | 25,56        | Retrait     | Retrait     |
|                          | Emmanuel François        | SE                       | DIV                      | 3 248        | 4,82         |             |             |
|                          | Christophe Legendre      | LO                       | EXG                      | 1 060        | 1,57         |             |             |
|                          | Amin Brimou              | SE                       | DIV                      | 1 004        | 1,49         |             |             |
|                          | Xavier Bourin            | REC                      | REC                      | 1 003        | 1,49         |             |             |
|                          |                          |                          |                          |              |              |             |             |
| Votes valides            | Votes valides            | Votes valides            | Votes valides            | 67 453       | 96,62        | 65 924      | 94,70       |
| Votes blancs             | Votes blancs             | Votes blancs             | Votes blancs             | 1 633        | 2,34         | 2 767       | 3,98        |
| Votes nuls               | Votes nuls               | Votes nuls               | Votes nuls               | 729          | 1,04         | 919         | 1,32        |
| Total                    | Total                    | Total                    | Total                    | 69 815       | 100          | 69 610      | 100         |
| Abstention               | Abstention               | Abstention               | Abstention               | 29 596       | 29,77        | 29 825      | 29,99       |
| Inscrits / participation | Inscrits / participation | Inscrits / participation | Inscrits / participation | 99 411       | 70,23        | 99 435      | 70,01       |